# 布纳·萨尔
布纳·儒尼奥尔·萨尔（法語：Bouna Junior Sarr，1992年1月31日—）是一位塞内加尔足球运动员，于场上可司职后卫或边锋，曾效力于德甲俱乐部拜仁慕尼黑。

## 俱乐部生涯

### 早期生涯及梅斯
萨尔出生于法国东南部城市里昂，其父亲为塞内加尔人，母亲则来自几内亚。6、7岁的时候，他便在里昂第七区的业余俱乐部热尔兰（FC Gerland）开启了自己的足球生涯。在那里，萨尔遍历了所有的青年联赛，然后于2005年转投当地最大俱乐部——奥林匹克里昂的青训营。经过在青年队数年的锻炼后，这位年轻的防守球员于2009年再度作出改变；这次是前往距离四个多小时车程的梅斯，以17岁之龄加入了梅斯足球俱乐部的U19梯队。次年，他与该队一同赢得了甘巴德拉杯（法国青年俱乐部杯）的冠军。萨尔于2010-11赛季首度亮相成年组足球比赛：2011年2月16日，在梅斯B队客场以2比0获胜的法国业余锦标赛（丁级联赛）中，他于第65分钟被主教练何塞·比诺替换蒂杰梅·恩甘瓦拉登场。这也是萨尔在该赛季唯一的一次成年组比赛亮相。
接下来的2011-12赛季，萨尔在B队的出场有所增加，至赛季结束时共参加了18场联赛，并射入6球，帮助球队名列联赛第五。2011年7月29日，萨尔作为右后卫完成职业生涯首秀，在梅斯一线队客场以0比1不敌图尔的法乙联赛中，他于第68分钟被主教练多米尼克·比若塔替换皮埃尔·布比亮相。在随后几周，萨尔开始担任常备球员，但自9月初开始的上场时间越来越少，并回到了预备队。经历了秋季的7次登场之后，他在春季仅参加了两场职业联赛，球队也仅名列积分榜第十八，意味着需要将入丙级的法國全國聯賽。在2012年5月18日主场以1比1战平图尔的赛季收官战中，萨尔于第33分钟率先打破场上僵局，这也是他职业生涯的首个正式比赛入球。
在2012-13赛季全国联赛中，萨尔于新任一线队主教练艾伯特·卡蒂埃麾下升任主力球员，在38场联赛中上阵29场，并射入3球。梅斯最终名列积分榜第二（落后冠军6分），得以直接重返法乙。萨尔在2012-13赛季法国联赛杯中也有3次出场，但梅斯以0比3不敌巴斯蒂亚而止步第三圈。而当球队于2012-13赛季法国杯早早遭到淘汰时，萨尔尚未获得出场机会；但在前一赛季的比赛中，他的首次亮相也是在第一圈对阵伊维恩托农盖拉德时遭到淘汰。此外，这位身高1.77米的球员还代表B队参加了4场丁级联赛及射入1球，但B队最终仅名列积分榜第16，不幸降入戊级的法國全國丙組聯賽。
在接下来的2013-14赛季，主要司职中场各位置的萨尔继续担任主力，帮助他的球队直接升入法甲。在28次乙级联赛出场中，萨尔射入1球并为队友送出5次助攻。他在当季法国联赛杯中也有出场，但于第一圈即遭卡昂所淘汰。联赛方面，梅斯自第12轮开始便一直是积分榜的领头羊，并最终以领先第二名12分的巨大优势夺冠，得以挺进法国最高级别联赛。
在2014-15赛季，萨尔主要作为右翼球员使用，但也踢过各种其它位置，除了帮助进攻中场外，甚至曾司职箭头球员。尽管过去几年都担任主力球员，但他的上场时间却减少了，尤其是自2015年初开始司职翼锋之后。从那时起，梅斯已经卷入了保级战，并在第20轮之后跌落积分榜末席。尽管这时萨尔开始首发并踢满全场，也无法帮助球队摆脱榜尾，并最终以倒数第二的第19名完赛，必须再次降入法乙。在30次联赛出场中，司职翼锋的萨尔共射入2球并送出3次助攻；但也领到了比往季更多的黄牌。他在2014-15赛季法国杯中射入了另一球，即第二圈对阵阿夫朗什的比赛中将比分改写为2比0。他本人在球队该季的三场杯赛中出场2次；在两场联赛杯中也出场1次，并送出1次助攻。

### 奥林匹克马赛

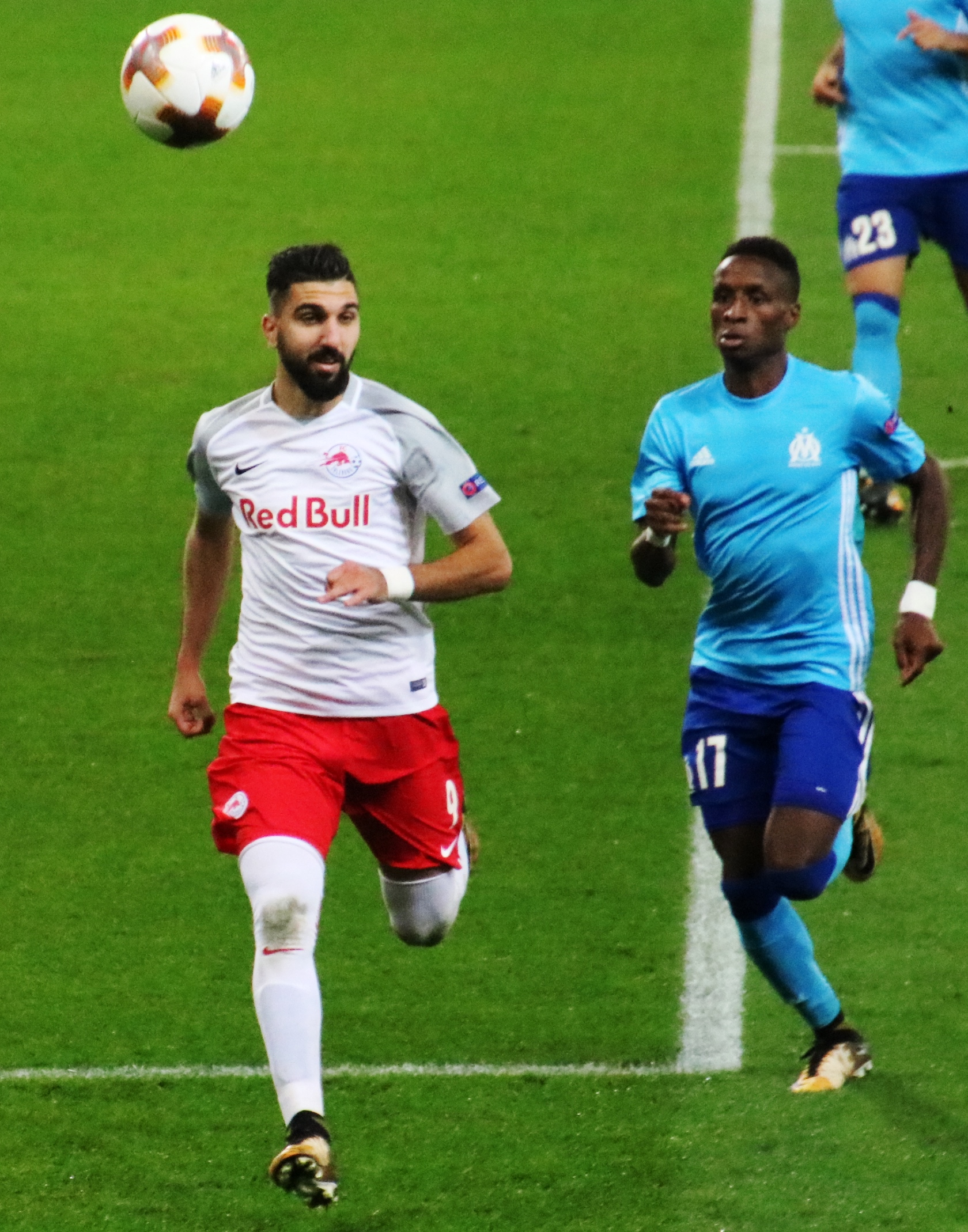
萨尔（右）在对阵萨尔茨堡红牛的欧洲联赛分组赛（2017年）

2015年7月3日，法甲俱乐部奥林匹克马赛宣布将签入萨尔，当时只待体检的结果。在体检通过后，双方签署了一份为期五年的固定合同，马赛据传将为此支付150万欧元的转会费。在季前热身赛为新东家射入两球后，时任主教练在2015-16赛季的首场联赛便将萨尔派遣上场；当时，他于第65分钟替换亮相，但球队仍在客场以0比1不敌卡昂。在人员众多的右路（包括右边锋，右后卫、和布里斯·賈·傑傑），萨尔要取得突破，证明自己是一名主力球员并不容易。尽管如此，他还是在法甲获得了25次出场机会，但主要是作为后备入替，并射入2球及送出1次助攻。2015年9月17日，萨尔完成欧洲联赛首秀，在F組分组赛首场对阵格罗宁根的比赛中，于第75分钟替换罗曼·亚历山德里尼登场。但在球队随后参加的七场欧洲联赛中，他仅获得两次短暂的出场机会，马赛也最终于淘汰赛首轮即遭毕尔巴鄂竞技所淘汰赛。萨尔还参加了3场当季法国杯并随队进军决赛，但2比4不敌巴黎圣日耳曼的结果使他们无缘冠军。他在当季联赛杯中也有两次露面，于八分之一决赛中射入1球，但至四分之一决赛中经过加时而遭到图卢兹淘汰。
萨尔跟随马赛继2015-16赛季取得联赛第十三名之后，至2016-17赛季又排名第五，但他的出场时间甚至前一赛季更少。即便主教练的人选从贝尔萨到代理的弗兰克·帕西、乃至从继任者再回到帕西，情况也没有发生改变。虽然帕西偶尔会用萨尔踢满全场，但其继任者鲁迪·加西亚仅将他作为替补，并且大多数情况下直至比赛结束前几分钟才获登场。至赛季末，萨尔共完成了26次联赛出场和2次助攻。他在当季主要司职左翼，需要与在场上极具威胁的主力球员卢卡斯·奧坎波斯竞争这一位置。在当季法国杯和联赛杯，马赛都止步于八分之一联赛；其中萨尔曾在法国杯首轮登场，在联赛杯则题了两场比赛，并射入一球。
萨尔在2017-18赛季法甲开局阶段的地位依旧没有改善，大多数情况下于上半时仅能偶尔露面或枯坐冷板凳。即便是在欧洲联赛的外围赛阶段，他也未能获得加西亚的青睐。但当球队成功从外围赛中晋级后，情况开始变得不同；萨尔在该赛季放弃了右翼或左翼的位置，此后一直担任右后卫，并自分组赛开始参加了马赛的全部15场欧洲联赛。马赛先是以I组第二（仅次于萨尔茨堡红牛）的身份出线，继而于淘汰赛首轮淘汰布拉加，然后于八分之一决赛逾越毕尔巴鄂，再于四分之一决赛击败RB莱比锡，并至半决赛成功复仇萨尔茨堡。在2018年5月16日以0比3不敌马德里竞技的决赛中，萨尔首发出场并踢满了90分钟。在法甲联赛，马赛的成绩自2018年新年之后也有所提高，并最终以第四名完赛，萨尔在那里主要担任右侧防守的主力球员。当季他共参加了48场比赛；其中法甲联赛29场、欧洲联赛15场、法国杯3场以及联赛杯1场。在后两项赛事中，球队分别于四分之一决赛和八分之一决赛中被淘汰。由于在右后卫位置持续出色的表现，萨尔与奥林匹克马赛原本于2020年到期的合同获提前延长了两年，至2022年6月30日届满。

### 拜仁慕尼黑
2020年10月初，在夏季转会窗即将关闭之际，萨尔转投德甲俱乐部拜仁慕尼黑，并在那里签署了一份期至2024年届满的合同。作为回报，拜仁将年青球员米卡埃尔·屈桑斯租借予马赛一个赛季。

## 国家队生涯
2014年12月30日，萨尔首次得到几内亚国家足球队的征召。在时任主教练米歇尔·杜苏耶麾下，他本应参加2015年1月至2月期间举行的2015年非洲國家盃。但他决定选择不参赛，因为当时正是梅斯保级战的关键时期。
2018年4月底，萨尔又获得塞内加尔国家队的征召，但由于他想代表法国参赛，故而拒绝了这次邀约。塞内加尔曾允诺他参加2018年世界杯。
然而，萨尔最終决定代表塞内加尔出战。在2021年10月9日塞内加尔 4-1 战胜纳米比亚的2022年世界杯预选赛中，他首次代表塞内加尔出场。萨尔被塞内加尔国家队征召参加2021年非洲国家杯，他打满了每一场比赛，并最终協助塞内加尔在决赛中战胜埃及。

## 榮譽

### 球會
梅斯
- 甘巴德拉杯冠军：2010年（U19组）
- 法乙联赛冠军：2014年

奥林匹克马赛
- 法国杯亚军：2016年
- 欧洲联赛亚军：2018年

 拜仁慕尼黑
- 德國足球甲級聯賽冠軍 : 2020-21、2021-22、2022-23
- 德國超級盃冠軍 : 2021
- 國際足總俱樂部世界盃冠軍：2020

### 國家隊
塞内加尔
- 非洲國家盃冠軍：2021